# Íkaro Valderrama
Íkaro Valderrama Ortiz (Sogamoso, 17 de julio de 1984) es un cantante, escritor, filósofo, editor y productor nacido en Sogamoso, Colombia. Su obra musical y literaria está influenciada principalmente por sus experiencias y aprendizajes en Siberia, por la poesía y la canción social. Como cantautor se destaca por el uso del canto de garganta siberiano o Xöömej y el kotodama. Se acompaña de guitarra eléctrica e instrumentos siberianos en sus presentaciones.
Miembro fundador de Tash-Obaa, dueto de música de Jakasiay guitarrista en la banda de rock de Jakasia TILEKEI. Como escritor, su antología Cuentos de minicuentos sin duda lo consagra como uno de los maestros del género breve en la literatura colombiana reciente.

## Discografía
Albums:
- Ikaro (2020)[6]
- Hijos del Viento (2018)[7]
- TransBaikal 2.1 (2014)[3]

Singles:
- Revolución (2019)

## Obra literaria

#### Libros escritos a diciembre de 2023:
- 575 - poemas (ed. de libre descarga, Lobo Blanco Editores) 2021[8]
- Tengri, el libro de los misterios (segunda ed. Lobo Blanco Editores, 2019)[9]
- Danzas del ojo de piedra (libro de poemas inspirados en fotografías de Jorge Gamboa, 2019, Colección Cuadernos de Fotografía Frónesis).
- La Ciencia Métrica de los Placeres, una aproximáción al Protágoras de Platón (Ediciones Uniandes, 2007; 2.ª ed. Colección Frónesis)[10]
- Cuentos de Minicuentos (Escrito con el heterónimo de Tundama Ortiz; segunda edición, 2013).[11]
- Ventanas del Silencio (Libro de poemas inspirados en fotografías de Andrés Vergara, 2014).[12]
- Siberia en tus ojos (Libro autobiográfico sobre sus primeros viajes a Siberia, El Peregrino Editores, 2014)[11]
- Kotodama: El Espíritu de la Palabra / Kotodama: Word Soul (Lobo Blanco Editores, 2018)[13]

Editor:
* Formato impreso & digital:
- Un río no tiene nombre / A River has no Name. Autor: Lance Henson. Prólogo, traducción y notas: Santiago Ospina. Idiomas: Inglés, cheyené / Español. Año de publicación: 2019. (Ed. Íkaro Valderrama).

- El Jesús maorí / The Maori Jesus. Autor: James K. Baxter. Prólogo y trad. Caleb Harris. Idiomas: Inglés, maori / Español- Año de publicación: 2019. (Ed. Íkaro Valderrama).
- En Peñanegra o Teódulo Yaurí tú ya estás muerto. Autor: Alejandro Burgos Bernal. Año de publicación: 2019. (Ed. Íkaro Valderrama).
- El Alfabeto de Fuego y Otros Poemas. Autora: Paula Klee [seudónimo de Francia Goenaga]. Idiomas: español. Año de publicación: 2020 (Ed. Íkaro Valderrama).
- La nube del desconocimiento. Texto anónimo del S. XIV. Traducción: Paula Klee y Pablo Román. Año de publicación: 2020. Colección Frónesis (Ed. Íkaro Valderrama)
- Danzas del Ojo de Piedra. Autores: Coque Gamboa, Carlos Contreras e Íkaro Valderrama. Idioma: español. Año de publicación: 2018. (Ed. Íkaro Valderrama).
- La Casa de Agua. Autores: Giovanni Figueroa Torres. Idioma: español. Año de publicación: 2020. (Ed. Íkaro Valderrama).

* Formato digital:
Peyote Road. Lance Henson & Francisco Cabanzo. Cultura Uniandes: https://online.flippingbook.com/view/182194928/
Gestos de la Poesía,  Universidad de los Andes, 2020. https://live.eventtia.com/es/gestosdelapoesia/Gestos-2020/
Gestos de la Poesía, Universidad de los Andes, 2021 .https://live.eventtia.com/es/gestosdelapoesia/Gestos-2021/
Gestos de la Poesía, Universidad de los Andes, 2022.https://live.eventtia.com/es/gestosdelapoesia/Gestos-2022/
Gestos de la Poesía, Universidad de los Andes, 2023. https://live.eventtia.com/es/gestosdelapoesia2023/Inicio/